# Juliette Bourgat
Pour les articles homonymes, voir Bourgat.
Juliette Bourgat (Narbonne, 3 septembre 1903 - Paris 12e, 26 juin 1990) est une danseuse rythmicienne de l'Opéra de Paris des années 1920.

## Biographie
Juliette Bourgat a trois sœurs, Alice et Marcelle sont danseuses du ballet de l'Opéra de Paris, Jacqueline est également danseuse. Juliette rejoint l’Opéra au début des années 1920. Elle est petit sujet en juillet 1922, grand sujet en novembre 1923,. André Levinson indique dans un article de Comœdia en 1924 : « Le vide que laisse, parmi les grands sujets, le départ de Juliette Bourgat ». Lynn Garafola (en) écrit qu'elle reste à l’Opéra après la fermeture de la section d'eurythmique en 1925.

## Répertoire
- 1920 : L'Amour médecin de Molière, musique de Lulli, à la Comédie-Française[9].
- 1922 : Le rôle-titre dans La Péri de Paul Dukas, reprise chorégraphiée par Léo Staats[10],[11],[12].
- 1923 : Padmâvatî[13],[14].
- 1923 : Une petite princesse dans La Nuit ensorcelée, ballet de Léon Baskt[15].

## Vie privée
Elle se fiance et se marie en 1923.